# Пожар в Орле (1858)
Пожар в Орле, произошедший 18 (по григорианскому календарю — 30 сентября) 1858 года, стал одним из наиболее разрушительных за всю историю города.
Быстро распространившись по территории Орла, огонь уничтожил, по подсчётам, около 800 построек, включая 600 жилых домов, несколько церквей, ряд крупных улиц. Сотни орловских семей были лишены средств к пропитанию, крова и имущества. В № 127 газеты «Орловский вестник» за 1888 год в статье «Орловские пожары и Вольное пожарное общество» говорилось о том, что пожар уничтожил примерно половину тогдашнего города Орла.

## Предыстория
Начиная с конца XVIII века, случаи крупных возгораний в городе Орле значительно участились. В 1840-х годах же в городе началась настоящая «пожарная эпидемия». Наиболее опустошительные пожары случились в 1789, 1841, 1848 годах. В 1841 году пожар произошёл 21 июля. За ним последовали другие, менее разрушительные, пожары в этом же году; наиболее значительные из них пришлись на 8 и 15 октября. В 1843 году огонь уничтожил 36 домов и Введенский монастырь, в 1843 году — гостиный двор, состоявший из 155 лавок. Ещё более разрушительным стал пожар 1848 года, в результате которого в Орле сгорели гостиные ряды и 1237 домов, в хлебных амбарах на берегу Оки было уничтожено огнём 80 тысяч четвертей хлеба и 100 тысяч пудов пеньки, обгорели четыре церкви: Георгиевская, Преображенская, Покровская и Крестовоздвиженская. В общей сложности потери, понесённые в результате бедствия, составили, по сообщениям Орловской учётной архивной комиссии, 3 757 954 рубля серебром.
Вскоре после происшествия 1848 года городские власти, проанализировав допущенные ранее ошибки, предприняли меры по профилактике пожаров и борьбе с возможными возгораниями. Так, в 1855 году в Орле была создана городская профессиональная пожарная охрана.
По воспоминаниям современников, в 1850-х годах Орёл представлял собой «превосходный материал для возникновения больших и частых пожаров». Возникновению и распространению таковых во многом способствовала хаотичная застройка городской территории: после событий 1848 года, с началом застройки сгоревшего города, жители возводили постройки произвольно, исходя из собственных предпочтений и соображений.

## Последствия

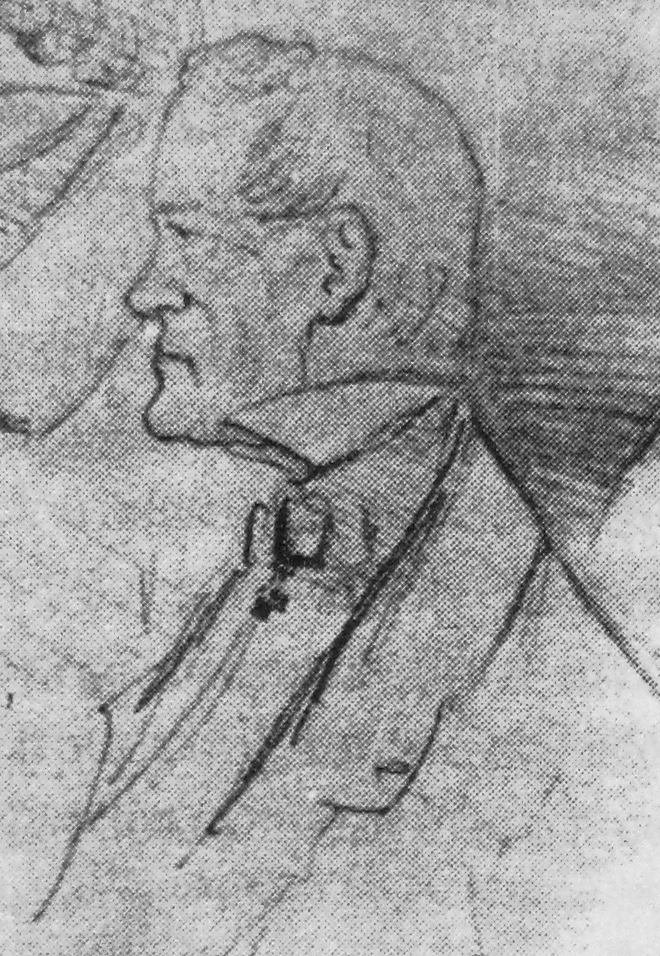
Валериан Иванович Сафонович

В период пожара сильно пострадало построенное в 1799 году здание Городского магистрата, в котором на тот момент шёл ремонт. В 1859-1860 годах оно было восстановлено, реконструировано и расширено, после чего в нём разместилась Городская дума. В наши дни здание занимает Орловский государственный театр для детей и молодёжи «Свободное пространство». Значительный ущерб в ходе пожара получили трапезная и колокольная Николо-Песковской (Ильинской) церкви, заложенной ещё в 1775 году. Впоследствии оба сооружения были также восстановлены стараниями духовенства и горожан. «Этим пожаром, — вспоминал орловский мещанин Д. Басов, — уничтожены были только что отстроенные улицы: Кромская, Карачевская, Воскресенская, Черкасская, далее огонь перекинуло через Оку, которым были уничтожены все Курские улицы».
Для принятия пожертвований в пользу погорельцев — «как деньгами, так и предметами жизненных потребностей» — в Орле был сформирован особый комитет, председателем которого стал орловский губернатор В. И. Сафонович. Пример горожанам показали император Александр II, а также его мать и жена, императрицы Александра Фёдоровна и Мария Александровна, пожаловавшие нуждающимся 16 тысяч рублей серебром. Ещё 5700 рублей по личному ходатайству Сафоновича выделило министерство внутренних дел — специально для пострадавших семей чиновников и канцелярских служителей присутственных мест. Всего комитет, работа которого продолжалась вплоть до марта 1860 года, собрал и раздал погорельцам 53 123 рубля.
Весной 1861 года медленно отстраивавшийся после пожара 1858 года Орёл посетил известный писатель-этнограф Павел Якушкин. 24 апреля в своих путевых заметках он оставил запись, характеризующую внешний облик города на стадии восстановления:
…После многих страшных пожаров он [Орёл] поправляется очень не быстро, на всех улицах, даже самых главных, вы часто встретите пустыри, обгорелые дома…
Известный российский статистик и экономист Александр Тарачков, побывавший в Орле в том же году, что и Якушкин, в свою очередь, подметил, что губернский центр «в течение последнего двадцатилетия выгорел до такой степени, что в нём почти везде выстроены новые строения». Город, по наблюдению Тарачкова, «действительно украсился новыми зданиями, которые и в архитектурном отношении много лучше прежних».
Пожар 1858 года усугубил крайне невыигрышное положение орловских купцов: оптовая торговля в Орле оказалась преимущественно в руках иногородних и даже иностранных торговцев, число которых с момента пожара стало постепенно возрастать.